# Solomon Michoëls

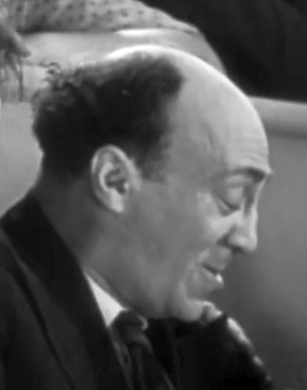
Solomon Michoëls, filmfragment 1936

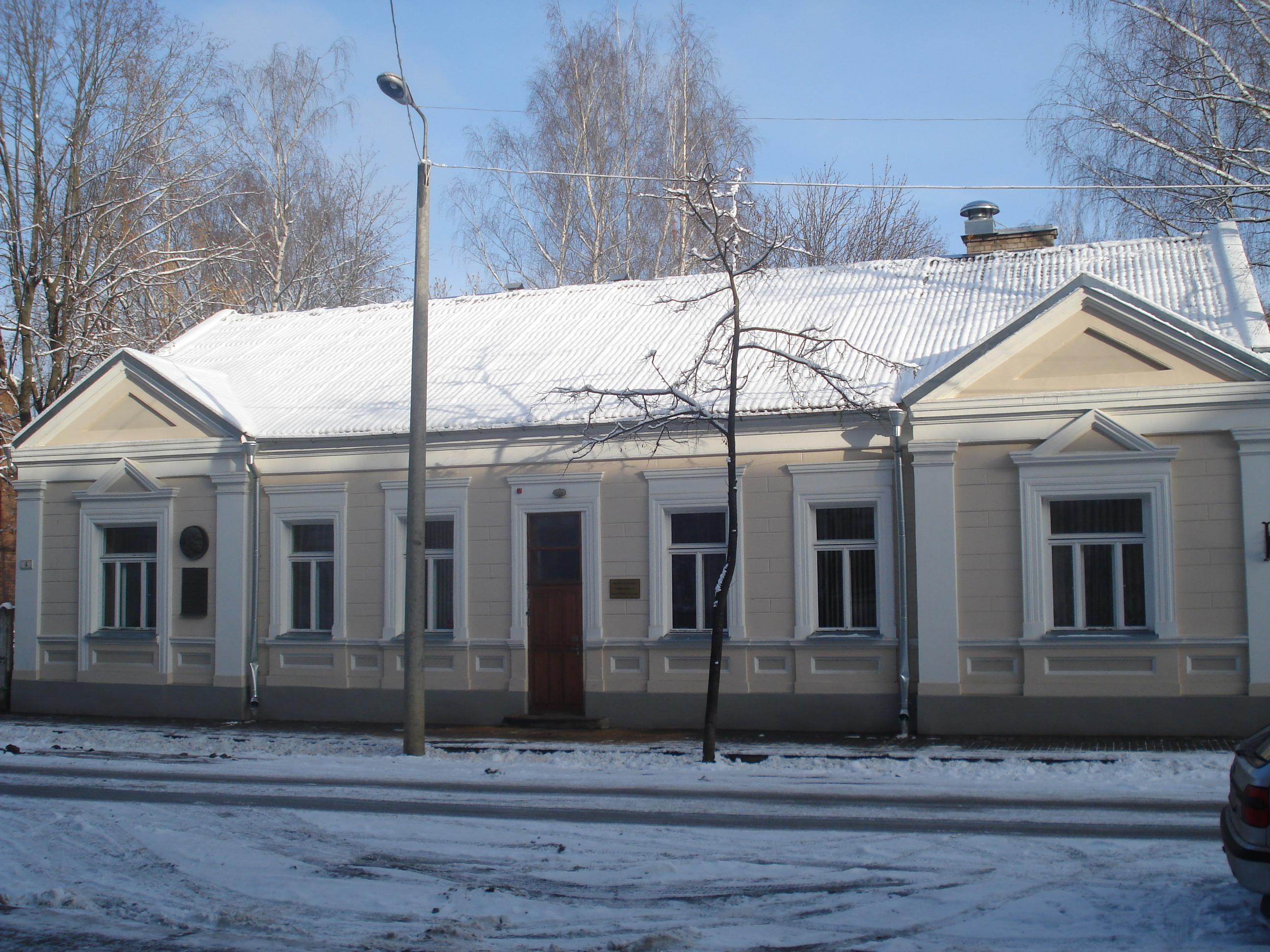
Huis waar Michoëls werd geboren, Michoëlsstraat 4, Daugavpils

Solomon Michailovitsj Michoëls (Russisch: Соломон Михайлович Михоэлс) (Daugavpils, 16 maart 1890 – Minsk, 12 of 13 januari 1948) was een Sovjet-Russisch acteur, directeur van een theater in Moskou, voorzitter van het Joods Anti-fascistisch Comité en bekend Joods persoon. Hij werd slachtoffer van het regime onder Jozef Stalin.

## Jeugd en opleiding
Michoëls werd in maart 1890 geboren als Solomon Vovsi in Dvinsk, het huidige Daugavpils in Letland. Samen met zijn tweelingbroer ging hij naar een Joodse basisschool. Later gingen de broers naar de middelbare school in Riga. In 1915 verhuisde het gezin naar Sint-Petersburg waar Solomon rechten studeerde. In 1918 richtte Aleksej Granovski, afkomstig uit een rijke familie en in Duitsland opgevoed, in Sint-Petersburg een experimenteel theater op, de "Jiddische Studio". Tijdens zijn afstuderen volgde Solomon ook workshops in deze studio. In 1919 werd Granovski verzocht in Moskou het Jiddisch Staats Theater "GOSET" op te richten. Solomon Michoëls verhuisde mee naar Moskou en werd de eerste GOSET-acteur. Samen met de andere betrokkenen van het eerste uur woonden ze in een commune in het theatergebouw. Acteur Benjamin Zuskin die met Michoëls vrienden voor het leven werd, trad eveneens in deze beginfase toe. Granovski produceerde diverse toneelstukken van de Jiddisch artiest Abraham. In 1925 speelde Michoëls een hoofdrol in de geluidloze film Yidishe Glikn, die ook in het buitenland werd vertoond.

### Privéleven
Zijn tweelingbroer Efim Vovsi werd advocaat en was juridisch adviseur van het Circus van Moskou. Hij overleed in 1969. Hij had nog twee oudere broers.
Solomon trouwde met Sarah, dochter van Lev Osipovitsj Cantor. Zij overleed in 1932. Zijn tweede vrouw was Anastasia Potocki. Uit zijn eerste huwelijk werden twee dochters geboren, Natalia (1921-2014) en Nina (1925-2014). Natalia is gehuwd geweest met de componist Mieczysław Weinberg.

## Carrière bij het Joods Staatstheater
Na een aantal jaren werd het theater beschouwd als het belangrijkste Joodse instituut in de Sovjet-Unie. Na een Europese tournee in 1928-1929 keerde het gezelschap terug zonder Granovski. Hij bleef in Berlijn werken en vertrok in 1932 naar Parijs waar hij in 1937 overleed. Michoëls, die het besluit van Granovski verdedigde, nam de leiding van het theater op zich. In 1935 bracht hij met King Lear van Shakespeare een van de beroemdste uitvoeringen van het Jiddisch theater. Hij speelde zelf de hoofdrol met Zuskin als hofnar.
Bij de 20e verjaardag van het theater in 1938 werd Michoëls met eer overladen; hij kreeg de titel "artiest van het volk". In maart 1939 werd aan hem de Leninorde toegekend. In 1941 werd hij benoemd tot professor aan de theaterschool. Hij was lid van de stedelijke Sovjetraad en van diverse andere lichamen. De culturele elite van de hoofdstad was een regelmatige bezoeker bij hem thuis. Na de Duitse inval werd de GOSET geëvacueerd, het gezin Michoëls verhuisde naar Tasjkent.

## Voorzitter Joods Anti-fascistisch Comité
Veel niet-joden beschouwden hem als de onofficiële vertegenwoordiger van de Sovjetjoden. Daarom is zijn benoeming tot voorzitter van het Joods Anti-fascistisch Comité (JAC) geen verrassing. Zijn reputatie in de Sovjet-Unie en het buitenland waren gunstig voor de doelstellingen van het JAC. Doel van het comité was het mobiliseren van de publieke opinie in de Sovjet-Unie en de rest van de wereld tegen het fascisme. Ook trachtte men Joden elders ter wereld te bewegen om de oorlogsinspanning van de Sovjets tegen nazi-Duitsland financieel en moreel te steunen. Een bekende activiteit was de reis in 1943 van Michoëls en vicevoorzitter Itzik Fefer naar de Verenigde Staten en Groot-Brittannië om fondsen te werven. In Amerika haalden ze meer dan 3 miljoen dollar op.
Volgens A. Lustiger was in de geschiedenis van de Sovjet-Unie geen andere joodse persoonlijkheid zo populair en charismatisch als Michoëls. Dit kwam ook door zijn onafhankelijke opstelling. Hij was een artiest die weigerde zich te laten gebruiken als handlanger van het socialistisch realisme. Na de oorlog produceerde hij nog enkele toneelstukken, de belangrijkste zijn Opstand in het getto van Markisj en Bosgeluiden van Brat en Linkov. Zijn beste stuk was Freylechs waarvan elke voorstelling was uitverkocht. In 1946 kregen de belangrijkste spelers waaronder hijzelf hiervoor de Stalin-prijs. In die tijd begonnen partij-ideologen Andrej Zjdanov en Suslov naar redenen te zoeken om het JAC op te heffen omdat het regime hen niet langer nodig had voor oorlogspropaganda. Het JAC was een probleem voor de autoriteiten. Het was ongemakkelijk om het te sluiten, en het was niet mogelijk het in het Sovjetsysteem te integreren.

## Liquidatie
Bij de herdenking van een Jiddisch dichter noemde Michoëls in een toespraak de nieuw te vormen staat Israël. Het overwegend joodse publiek reageerde enthousiast. Hierna vond men dat hij gestopt moest worden. Van wie het idee kwam is niet met zekerheid bekend. Het kan de minister van Staatsveiligheid Viktor Abakoemov geweest zijn, of Stalin zelf. Voor een showproces in jaren 30-stijl kwam Michoëls niet in aanmerking, ingeschat werd dat hij niet zou toegeven aan absurde zelfbeschuldigingen zoals Grigori Zinovjev en Karl Radek wel deden.

### Eerste arrestaties
Na een inschattingsfout van Michoëls werd 19 december 1947 Isaak Goldstein gearresteerd. Michoëls kende hem via zijn vriend Zahar Grinberg die lid was van het Joods Anti-fascistisch Comité. Goldstein was weer bevriend met de familie van Stalins tweede vrouw Nadezjda Alliloejeva, hij kende ook Stalins dochter Svetlana Alliloejeva. Michoëls schijnt aan Goldstein gevraagd te hebben om met die familie te praten in de hoop dat Svetlana haar vader kon informeren over de problemen van de Joden. Michoëls bemerkte namelijk een toename van antisemitisme en hoopte langs die weg op een vriendelijker beleid. Het was hem echter niet bekend dat Stalin niet op goede voet stond met de Alliloejevs.
Dit wist Abakoemov wel en die kon hier voordeel uit halen. Het onthullen van een gevaarlijk netwerk, bijvoorbeeld een Joodse samenzwering, kon zijn aanzien bij Stalin verhogen. Bij ondervraging met toepassing van geweld werd door Goldstein toegegeven dat Michoëls bovengenoemd verzoek had gedaan. Hij bekende ook dat de belangstelling van Michoëls voor de (joodse) echtgenoot van Svetlana voortkwam uit een samenzwering waar het JAC bij betrokken was. In zijn onder dwang verkregen verklaring stond dat het JAC op de Krim een Joodse republiek wilde stichten en daarvoor Svetlana wilde gebruiken om Stalin te beïnvloeden. De verklaring werd later gebruikt om JAC-leiders te arresteren en de organisatie op te heffen.

### Eliminatieplan
Op 23 december 1947 waren op een bijeenkomst in het Kremlin alle kopstukken van Staat en Partij aanwezig (Stalin, Molotov, Malenkov, Beria, Zjdanov en anderen). Minister van Staatsveiligheid Abakoemov rapporteerde over de samenzwering. Op 27 december werd Grinberg gearresteerd. Na mishandeling verkreeg men van hem een verklaring over de contacten van Michoëls met Goldstein en hemzelf. Abakoemov gaf op 9 januari 1948 verslagen van de verhoren van Goldstein en Grinberg aan Stalin. Dit leidde tot de instructie aan Abakoemov en zijn vice-minister Ogoltsov om Michoëls, die op de 8e in Minsk was aangekomen, uit de weg te ruimen. Volgens Kostirtsjenko getuigden Abakoemov en Ogoltsov later dat dit besluit van Stalin al op 27 december aan hen werd meegedeeld. Ook Tsanava verklaarde dat Ogoltsov op 6 januari al met een compleet plan in Minsk was gearriveerd.
Deelnemers aan de operatie waren:
- Ogoltsov, luitenant-generaal, 1e vice-minister onder Abakoemov; hij had de leiding
- Kosirev, secretaris van Ogoltsov
- Fjodor Sjoebnjakov, kolonel, hoofd van een MGB-afdeling (Ministerie voor Staatsveiligheid)
- Generaal Paul Sudoplatov, die de leiding had over twee ondergeschikten, Lebedev en Kruglov
- Nikolaj Povzun, majoor van de MGB in Wit-Rusland
- Tsanava, luitenant-generaal, minister van Staatsveiligheid van Wit-Rusland; hij stelde zijn datsja beschikbaar.

### Uitvoering
Over de precieze gang van zaken bestaat geen volledige duidelijkheid. Het eerste plan zou zijn geweest om de liquidatie in Moskou te laten plaatsvinden. Het risico op ontdekking werd echter te groot geacht omdat het om een bekend persoon ging die vaak anderen in zijn nabijheid had. De MGB bedacht om de aanslag in Minsk te laten plaatsvinden en schakelde informant Golubov in die Michoëls moest begeleiden. Volgens Kostirtsjenko werd pas tot de aanslag in Minsk besloten, nadat bekend was dat Michoëls daarheen zou gaan.
In elk geval ging Michoëls naar Minsk om samen met theatercriticus Golubov toneelstukken te beoordelen voor een onderscheiding. Tegenwoordig is bekend dat Golubov een geheime informant van de MGB was, die in het complot zat.
Op 12 januari ontvingen ze in de avond in het hotel een telefoontje. Golubov nam op en zei dat ze werden uitgenodigd op een feestje door een vriend van hem. Om ongeveer 20.00 uur verlieten Michoëls en Golubov het hotel om naar een fictief feest van "ingenieur Sergejev" te gaan. Er was een auto geregeld, aan het stuur zat Kruglov, Sjoebnjakov stelde zich voor als Sergejev. Ze reden naar de datsja van Tsanava, de minister van Staatsveiligheid van Wit-Rusland, ze waren daar rond 22.00 uur. De datsja bevond zich in een park, ruim vijf kilometer uit het stadscentrum, maar nog binnen de huidige rondweg. Over de manier waarop de moord werd voltrokken bestaan iets afwijkende versies:
- Bij de datsja werden Michoëls en Golubov eerst met knuppels doodgeslagen. Daarna reed een vrachtauto over hen heen waarna ze werden teruggereden en in een stille zijstraat in Minsk werden gelegd.
- Na bij de datsja met knuppels om het leven te zijn gebracht werden de lichamen naar die straat gebracht en pas daar overreden.

In elk geval gaf dit een plausibel beeld van een ongeluk van mensen die terugkwamen van een feest; er waren in die tijd vergelijkbare gevallen in Minsk. Getuige Golubov werd dus tegelijk uit de weg geruimd. Toen de lijken naar de stad waren gebracht ging het team, behalve Tsanava, met de auto van Ogoltsov terug naar Moskou.
De lijken werden om 7.10 uur de volgende ochtend gevonden door werknemers van een ochtendploeg, die de politie waarschuwden. Bij de lijken was veel bloed en sporen van vrachtwagens in de sneeuw. Kleding en kostbaarheden waren niet geroofd. De lichamen werden gevonden bij de in aanleg zijnde tramlijn tussen de Sverdlovskstraat en de Oeljanovskastraat, in de omgeving van de huidige Technische Universiteit. De lichamen werden snel geïdentificeerd omdat ze hun documenten bij zich hadden.

### Politie-onderzoek
In verband met de roem van de overledene meldde de plaatselijke politie op dezelfde dag de dood van Michoëls en Golubov aan Binnenlandse Zaken in Moskou. Onderzoeksmateriaal bevindt zich in het archief van de Wit-Russische KGB. Daaruit blijkt dat een groot aantal mensen werd ondervraagd, een aantal verdachten werd gearresteerd, verhoord en weer vrijgelaten. De Wit-Russische historicus Emanuel Loffe schrijft dat bij het onderzoek van de documenten de indruk wordt verkregen van veel en actief zoeken, maar niet efficiënt.
De officiële versie die werd bekendgemaakt, was dat de personen waren overreden door een zwaar vrachtvoertuig en dat dit rond 20.00 uur de vorige avond moet hebben plaatsgevonden. De MGB werd nog belast met het zoeken naar de persoon met wie Michoëls en Golubov een afspraak hadden, de niet bestaande ingenieur Sergejev, later werd dit stilzwijgend stopgezet. Na de dood van Stalin bekende Abakoemov de dubbele moord en beschreef de details. Stalin had hem opdracht gegeven Michoëls te liquideren door een auto-ongeluk te ensceneren. Ook Ogoltsov legde na Stalins dood een vergelijkbare verklaring af.

### Begrafenis
Het lichaam van Michoëls werd per trein naar Moskou overgebracht waar hij een staatsbegrafenis kreeg. De Pravda publiceerde op 14 januari een kort bericht van het overlijden en de volgende dag een rouwadvertentie, ondertekend door 58 artiesten, dichters en schrijvers. Geen van de hoge partij- en staatsfunctionarissen had het bericht ondertekend. Bij de uitvaartdienst las Peretz Markisj een gedicht voor dat hij de vorige dag had geschreven. Hierin sprak hij over de moord op Michoëls. De begrafenis vond plaats op 16 januari, hij liet een vrouw en twee dochters na. Beelden van de plechtigheden werden in bioscoopjournaals voor de hoofdfilm vertoond.
Er waren geruchten in de samenleving dat de dood geen toevallig auto-ongeluk was. Joden in Minsk beschouwden de dood van Michoëls als een officieel georganiseerde moord met als doel "het hoofd van de Joodse gemeenschap te verwijderen". In januari 1948 kon de moord op Michoëls niet in verband worden gebracht met de opheffing van het Joods Anti-fascistisch Comité en de dokterszaak, die zaken moesten nog ontstaan.

## Afloop

### Onderscheidingen
Bij besluit van het presidium van de Hoge Raad op 26 oktober 1948 werden de volgende onderscheidingen toegekend voor het uitvoeren van de liquidatie:
- Tsanava kreeg de Orde van de Rode Banier
- Sjoebnjakov, Lebedev en Kruglov kregen de Orde van de Patriottische Oorlog 1e graad
- Kosirev en Povzum kregen de Orde van de Rode Ster

Ogoltsov kreeg geen onderscheiding omdat hij er bij dezelfde uitreiking een kreeg voor een andere zaak; twee tegelijk was niet gebruikelijk.
Na het overlijden van Stalin werden de onderscheidingen weer ingenomen. Er kwam in deze zaak geen proces tegen hen.

### Arrestatie daders
Sjoebnjakov werd in november 1951 gearresteerd tijdens een niet-gerelateerde zuivering bij het ministerie van Binnenlandse zaken. Op 18 maart 1953, twee weken na het overlijden van Stalin, werd hij weer vrijgelaten. Hij stierf in 1998 zonder van zijn daad ooit spijt te hebben betuigd. Ook Abakoemov werd in november 1951 gearresteerd. Hij meldde dat de moord plaatsvond in directe opdracht van Stalin en werd uitgevoerd door Tsanava, Ogoltsov en Sjoebnjakov. Hij werd geëxecuteerd op 19 december 1954, echter zonder verband met deze zaak.
Op 2 april 1953 stuurde Beria een geheime notitie naar het presidium van de Communistische Partij, waarvan Malenkov voorzitter was. De notitie kan gebaseerd zijn op een verslag dat door Sjoebnjakov was geschreven over de gebeurtenissen in Minsk. De inhoud betrof "het voor het gerecht brengen van personen die schuldig zijn aan de moord op Michoëls en Golubov". De notitie bevatte informatie over de verificatie van de dokterszaak waaruit de vervalsing van de beschuldiging tegen Michoëls bleek. Ogoltsov en Tsanava werden gearresteerd op 3 en 4 april 1953. Ze werden beschuldigd van de dubbele moord. Na de arrestatie van Beria eind juni 1953 werd Ogoltsov weer vrijgelaten. In 1959 werd hem de rang luitenant-generaal ontnomen; hij overleed in 1976. Tsanava, vriend en vertrouweling van Beria, overleed tijdens het lopende onderzoek in oktober 1955 in de gevangenis aan hartfalen. Volgens Medvedev pleegde hij zelfmoord in de gevangenis.

### Openbaarheid
In 1963, op de 15e verjaardag van de moord, verscheen er informatie over de gebeurtenis in de krant Sovjet Litouwen. Er werden woorden gebruikt als: "Michoëls was gedood door de vuile kliek van Beria". Ondanks deze enige publicatie in een perifere editie werd het gezien in het westen en geciteerd in o.a. The New York Times.
In het laatste deel van de 20e eeuw werden steeds meer documenten toegankelijk. De datsja van Tsanava waar de moord plaatsvond, werd in juni 2011 gesloopt.